# Masakra Arabów na Zanzibarze
Masakra Arabów na Zanzibarze – masowe egzekucje, gwałty i tortury ludności arabskiej dokonane przez bojówki Partii Afroszyrazyjskiej i Umma oraz lokalną czarnoskórą ludność podczas rewolucji na Zanzibarze w styczniu 1964 roku.
Nie jest znana dokładna liczba ofiar, historycy szacują, że zginęło ok. 13–20 tys. Arabów, a tysiące kolejnych zostało wygnanych do Omanu.
Zdaniem niektórych naukowców, działania te nosiły znamię ludobójstwa.

## Tło
Niewolnictwo, będące motorem lokalnej arabskiej ekonomii, zostało zniesione na Zanzibarze w 1897 r., jednak większość arabskiej elity, która od 200 lat dominowała politykę wyspy, nie podjęła żadnego wysiłku, aby ukryć swoje rasistowskie poglądy na temat czarnoskórej większości ludności wyspy i otwarcie postrzegała ich jako podwładnych nadających się jedynie do pracy w niewoli. W efekcie tego, w parlamencie Minister Finansów Juma Aley odmówił odpowiedzi na pytanie czarnoskórego Abeida Karume, komentując, że nie musi odpowiadać na pytania zwykłego „barkarza”. W innym przemówieniu w parlamencie powiedział dodatkowo, że jeśli Arabowie są nadreprezentowani w rządzie, to nie jest to spowodowane kolorem skóry, ale raczej tym, że zdolności umysłowe czarnoskórych są niskie, a zdolności umysłowe takich jak on Arabów są wysokie.
Wciąż obecna na wyspie pamięć o arabskim handlu niewolnikami (niektórzy żyjący wtedy starsi czarnoskórzy byli niewolnikami w młodości) w połączeniu z wyraźnie protekcjonalnym poglądem, który żywiła elita arabska wobec czarnej większości, spowodowała, że duża część mieszkańców wyspy zaczeła podważać legalność ówczesnego rządu. Dodatkowo drastyczne cięcia finansowania szkół na obszarach nie-arabskich zostały powszechnie odebrane jako znak, że zdominowany przez Arabów rząd planuje zapewnić czarnoskórym stały status drugiej kategorii.

## Przebieg
W efekcie zamordowano tysiące nieuzbrojonych arabskich cywilów. Wiele hinduskich sklepów zostało splądrowanych i spalonych, a niektórzy Hindusi (element miejscowej elity handlowej) zostali zabici. Majątki Arabów zostały wywłaszczone. Po ukierunkowanej rzezi tysiące kolejnych umieszczono w obozach, a później przymusowo deportowano do Omanu.
Niszczone było również kojarzone z Arabami islamskie dziedzictwo Zanzibaru. Większość arabskich rękopisów znajdujących się w Archiwach Narodowych Zanzibaru została zniszczona. Na ulicach symbolicznie palono Korany, mimo że 98 procent populacji Zanzibaru stanowili muzułmanie.
Zabijanie arabskich cywilów i grzebanie ich zwłok w masowych grobach zostały udokumentowane przez włoską ekipę realizującą w helikopterze sceny do dokumentu Africa Addio, a ta sekwencja filmu jest jedynym znanym, wizualnym udokumentowaniem zbrodni. Weterani rewolucji określają dokument jako fikcyjny.